# Eliminator
Az 1983-as Eliminator a ZZ Top nyolcadik nagylemeze. Világszerte a listák élére került, gyémántlemez lett, csak az Egyesült Államokban több mint 10 millió példányban kelt el.
Az El Loco zenei világából kiindulva több szintetizátort szerettek volna az albumon, így azt szintetizátor, dobgép és szekvencer segítségével rögzítették. A lemez reklámozására videóklipeket használtak - sikerrel. A Gimme All Your Lovin', Sharp Dressed Man és Legs klipjeit körbe-körbe adták az MTV-n. A klipekben egy átalakított 1930-as Ford coupe látható, ami a lemezborítón is szerepel. Az album megjelenését egy világkörüli turné követte.
A kritikusok kedvelték a lemezt, dicsérték a dalokat és a szintetizátor használatát. Gyakran a ZZ Top legkedveltebb kiadványaként emlegetik, több listán szerepelt. A Rolling Stone Minden idők 500 legjobb albuma listáján a 396. helyre került, míg a 80-as évek 100 legjobb albuma listán a 39. helyet szerezte meg. Szerepel az 1001 lemez, amit hallanod kell, mielőtt meghalsz című könyvben.

## Az album dalai
|     | Cím                           | Szerző(k)                              | Hossz |
| --- | ----------------------------- | -------------------------------------- | ----- |
| 1.  | Gimme All Your Lovin'         | Billy Gibbons, Dusty Hill, Frank Beard | 3:59  |
| 2.  | Got Me Under Pressure         | Gibbons, Hill, Beard                   | 3:59  |
| 3.  | Sharp Dressed Man             | Gibbons, Hill, Beard                   | 4:13  |
| 4.  | I Need You Tonight            | Gibbons, Hill, Beard                   | 6:14  |
| 5.  | I Got the Six                 | Gibbons, Hill, Beard                   | 2:52  |
| 6.  | Legs                          | Gibbons, Hill, Beard                   | 4:35  |
| 7.  | Thug                          | Gibbons, Hill, Beard                   | 4:17  |
| 8.  | TV Dinners                    | Gibbons, Hill, Beard                   | 3:50  |
| 9.  | Dirty Dog                     | Gibbons, Hill, Beard                   | 4:05  |
| 10. | If I Could Only Flag Her Down | Gibbons, Hill, Beard                   | 3:40  |
| 11. | Bad Girl                      | Gibbons, Hill, Beard                   | 3:16  |

## Közreműködők

### ZZ Top
- Billy Gibbons – gitár, ének
- Dusty Hill – basszusgitár, billentyűk, ének
- Frank Beard – dob, ütőhangszerek

### Producer
- Bill Ham – producer
- Terry Manning – hangmérnök
- Bob Ludwig – mastering
- Bob Alford – művészeti vezető

## Fordítás
- Ez a szócikk részben vagy egészben az Eliminator (album) című angol Wikipédia-szócikk ezen változatának fordításán alapul.  Az eredeti cikk szerkesztőit annak laptörténete sorolja fel. Ez a jelzés csupán a megfogalmazás eredetét és a szerzői jogokat jelzi, nem szolgál a cikkben szereplő információk forrásmegjelöléseként.